# Harnoncourt (België)
Harnoncourt (Gaumais: Arnonco) is een dorp in de Belgische provincie Luxemburg en een deelgemeente van Rouvroy in het arrondissement Virton.
Het dorp ligt in het dal van de Ton. In de deelgemeente ligt een grote cellulose- en papierfabriek.

## Geschiedenis
Op het eind van het ancien régime werd Harnoncourt een gemeente, waartoe ook het dorp Lamorteau behoorde. In 1823 werden in Luxemburg grote gemeentelijke herindelingen doorgevoerd en veel kleine gemeenten werden bijeengevoegd. Buurgemeente Torgny werd opgeheven en bij Harnoncourt gevoegd. De nieuwe gemeente kreeg de naam van het tussenliggend dorp, Lamorteau. Nadat al in 1853 Torgny weer was afgesplitst, werd in 1906 ook Harnoncourt afgesplitst van Larmorteau en een zelfstandige gemeente.
Bij de gemeentelijke herindeling van 1977 werd Harnoncourt een deelgemeente van Rouvroy.
De wortels van de grafelijke familie De la Fontaine d'Harnoncourt, waartoe de dirigent Nikolaus Harnoncourt behoort, gaan terug op Harnoncourt. 

## Demografische ontwikkeling
- Bronnen:NIS, Opm:1831 tot en met 1970=volkstellingen